# Znak (plavání)

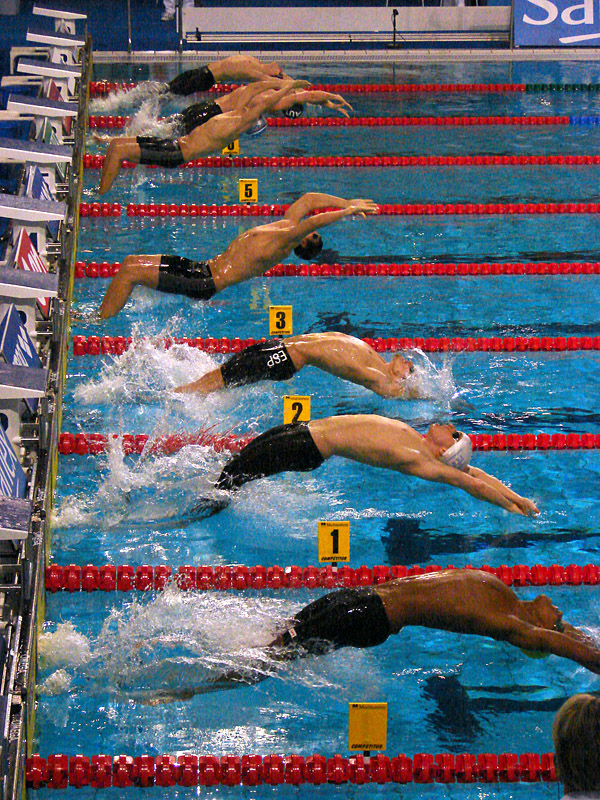
Znakový start na ME2008.

Znak jako jediná plavecká disciplína nezačíná skokem z bloku, před startem závodníci skáčou do vody a v okamžiku startu se odrážejí od stěny bazénu, když se rukama drží za madlo na vnitřní části bloku. Plave se na zádech, ruce pracují podobně jako u kraulu (pravá ruka se pohybuje vzduchem za hlavu, zatímco levá pracuje ve vodě, aby byla rychlost co nejvyšší). Je velmi důležité před vnořením ruky do vody co nejvíce vytočit rameno, aby se dráha ruky ve vodě co nejvíce prodloužila. Provádí se kraulová (kotoulová) obrátka, před níž se závodník musí otočit na břicho, povolen je jeden kraulový záběr. K orientaci v bazénu pomáhají praporky, které jsou 5 metrů před stěnou. Nebo se také používá druhý způsob znakové obrátky: Při doplavání ke stěně bazénu se dotknete (OMEGA-Y) stěny bazénu jednou rukou a oběma nohama se odrazíte od stěny a pod vodou musíte provést ještě jednu otáčku směrem na břicho. Tento způsob obrátky se většinou používá u plavců do 15 let (žactva).

## Znak na soutěžích
Na plaveckých soutěžích pořádaných FINA se plavou trati 50 m, 100 m, 200 m a je součástí polohových závodů a štafet, ale i samostatných disciplín.